# Raimund Stillfried von Rathenitz
Raimund Freiherr Stillfried von Rathenitz (* 6. August 1839 in Komotau, Böhmen; † 12. August 1911 in Wien) war ein österreichischer Offizier, Maler und Fotograf.

## Leben
Seine Eltern waren August Wilhelm Freiherr Stillfried von Rathenitz (1806–1897) und Maria Anna Johanna Theresia Walburge Gräfin Clam-Martinitz (1802–1874).

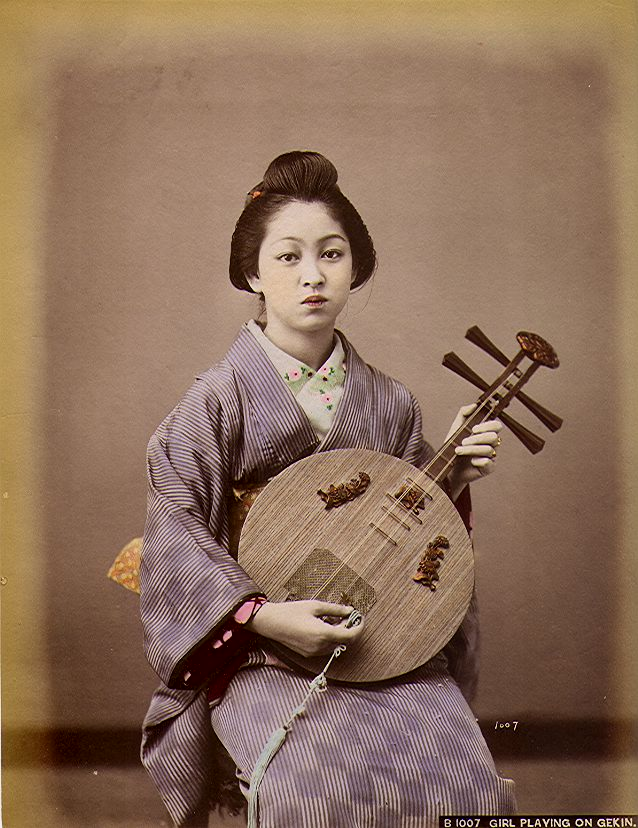
Japanisches Mädchen ca. 1890

Stillfried schied im Jahre 1863 freiwillig aus der österreichischen Armee aus und unternahm dann Reisen nach China, Nordamerika und Japan. In Japan ließ er sich langfristig in Yokohama nieder und arbeitete dort lange als Fotograf. Verschiedentlich wird erwogen, dass der britisch-venezianische Fotograf Felice Beato ihm Unterricht in Fotografie gab. In den 1870er Jahren zählte Stillfried zu den führenden Fotografen in Japan. Er ist bekannt für seine Porträtfotografie und ähnlich wie Felice Beato machte er zahlreiche Genre- und Landschaftsaufnahmen. Solche Aufnahmen, die sorgsam inszenierte Genreszenen mit Menschen fremder Kulturen sowie Bilder von Reisen in möglichst unbekannte Regionen und Sehenswürdigkeiten zeigten, waren damals gefragte Souvenirs auf dem europäischen Markt. Die oftmals in hoher Qualität hergestellten Massenartikel sind heute selten und wertvoll. Typisch für die Aufnahmen von Stillfried war die sorgfältige Handkolorierung. Auch dieses Merkmal seiner Fotografien teilte er allerdings mit denen von Beato. 
1878 wurde Stillfried zum Vorstand der Staatsdruckerei in Tokio gewählt, weiters war er ein k.u.k. Hof-Fotograf. 1883 kehrte er nach Wien zurück.